# 德克萨斯突袭者
德克萨斯突袭者（英語：Texas Raiders）是一架波音 B-17飞行堡垒，由道格拉斯长滩公司所制造，型号为B-17G-95-DL。 1967年，纪念空军的墨西哥湾沿岸联队“德克萨斯突袭者”集团购买了这架飞机，该组织维护并驾驶飞机离开德克萨斯州康罗的康罗-北休斯顿地区机场。这架飞机于2022年11月12日在得克萨斯州达拉斯行政机场的一次航展上与一架P-63 眼镜王蛇在空中相撞而被摧毁，造成机上五名机组人员和P-63的1名飞行员丧生。 